# Göttrik Wewer
Göttrik Wewer (* 2. Januar 1954 in Salzgitter-Lebenstedt) ist ein deutscher Politikwissenschaftler und Politiker (SPD). Er war  Staatssekretär in Niedersachsen und im Bundesministerium des Innern sowie Staatsrat in Bremen.

## Leben
Wewer studierte nach seinem Abitur in den 1970er Jahren Politikwissenschaften, Soziologie, Neuere Geschichte, Volkswirtschaftslehre und Öffentliches Recht. Er promovierte mit der Arbeit Sozialdemokratische Wirtschaftsbetriebe. Eine politikwissenschaftliche Untersuchung von partei-eigenen Unternehmen in der Bundesrepublik Deutschland und war Wissenschaftlicher Mitarbeiter an der Universität Hamburg.
Von 1991 bis 1996 arbeitete der Sozialdemokrat in der Staatskanzlei des Landes Schleswig-Holstein. 1996 wurde er Direktor der schleswig-holsteinischen Verwaltungsfachhochschule. 1999 erfolgte die Ernennung zum Abteilungsleiter und stellvertretenden Chef der Staatskanzlei in Schleswig-Holstein und 2001 die zum Staatssekretär im niedersächsischen Kultusministerium unter Leitung von Renate Jürgens-Pieper (SPD).
2003 wurde er beamteter Staatssekretär im Bundesministerium des Innern (BMI) unter Minister Otto Schily (SPD).
Er war Vorsitzender der Sportkommission der Kultusministerkonferenz und Kuratoriumsmitglied der Stiftung Jugend trainiert für Olympia. Er war ehrenamtlicher Aufsichtsratsvorsitzender der DFB-Kulturstiftung in Berlin, die das Kulturprogramm zur Fußball-Weltmeisterschaft 2006 organisierte. Nach dem Regierungswechsel in Berlin im November 2005 verlor Wewer seine Position im Ministerium. Der Deutsche Fußball-Bund (DFB) und Otto Schilys (SPD) Nachfolger Wolfgang Schäuble (CDU) tauschten Wewer so kurz vor der Fußball-WM als Aufsichtsratsvorsitzenden der DFB-Kulturstiftung nicht aus.
2006 erfolgte seine Berufung zum Staatsrat beim Senator für Bildung und Wissenschaft als Vertreter von Senator Willi Lemke, (SPD). Das Amt konnte er nur bis zum Ausscheiden von Lemke im Jahr 2008 wahrnehmen; sein unmittelbarer Nachfolger wurde Carl Othmer (SPD).
2008 wurde er Geschäftsführer der Nationalen Anti-Doping Agentur Deutschlands (NADA) in Bonn. Von diesem Amt trat er mit Wirkung zum 30. September 2010 zurück. Seit 2010 ist Wewer Vice President E-Government bei der Deutsche Post Consult GmbH.
2018 wurde er neuer Vorsitzender des Bundesverbands deutscher Postdienstleister e. V. (BvDP).
Wewer ist korrespondierendes Mitglied des Lorenz-von-Stein-Instituts für Verwaltungswissenschaften der Christian-Albrechts-Universität Kiel.

## Schriften
- Regierungssystem und Regierungslehre, mit  Stephan von Bandemer, VS Verlag, 1989
- DDR. Von der friedlichen Revolution zur deutschen Vereinigung.  VS Verlag, 1990
- Parteienfinanzierung und politischer Wettbewerb. Rechtsnormen – Realanalysen – Reformvorschläge. VS Verlag für Sozialwissenschaften, 1990.
- Regieren in der Bundesrepublik. Bd. 5: Souveränität, Integration, Interdependenz. Staatliches Handeln in der Außenpolitik und Europapolitik mit Hans-Hermann Hartwich, VS Verlag, 1993
- Regieren im 21. Jahrhundert mit Carl Böhret, von Leske + Budrich Verlag, 1993
- Die Stadt in Deutschland mit Bernhard Schäfers, von Leske + Budrich Verlag, 1996
- Sozialdemokratische Wirtschaftsbetriebe. VS Verlag für Sozialwissenschaften, 1998.
- Demokratie in Schleswig-Holstein. Historische Aspekte und aktuelle Fragen. Leske und Budrich Verlag, 2002
- Handbuch zur Verwaltungsreform mit Bernhard Blanke, Stephan von Bandemer und Frank Nullmeier. VS Verlag, 2005